# 갑상선고주파절제술
갑상선고주파절제술(Radiofrequency Ablation)은 증상이 발현한 갑상선의 결절을 비수술적 방법으로 치료하는 시술이다. 고주파절제술이라는 용어로 많이 불린다.

## 역사
갑상선결절을 소작하고자 하는 시도는 2000년대 초반 이탈리아의 Parcella 등이 에탄올, 레이저등을 이용한 것이 처음이다. 고주파를 이용한 것은 박, 임, 백 등이 처음인 것으로 알려져 있으며, 국제 학술지에 대규모 임상 결과가 발표된 것은 2008년 정, 백, 임 등이 처음이다.

## 대상환자선정
본 분야에서 가장 많은 연구 결과를 발표하고 있는 대한민국과 이탈리아 연구자들은 대체로 아래와 같은 환자들이 이 시술의 대상이라고 권고하고 있다.

### 증상이 있는 양성 갑상선 결절
크기가 작아 증상이 발현하지 않은 갑상선 결절은 치료 대상으로 하지 않는다. 몇 cm부터 치료 대상으로 하느냐에 대해서는 이견이 있으나 대한민국 연구자들은 "1cm 이상이면서 현재 자라고 있는 것이 확인된 경우"를 최소 크기로 권고하고 있다. 이탈리아 연구자들은 구체적으로 합의된 크기를 제시하고 있지 않으나 대체적으로 한국의 연구자들에 비해 큰 크기에서 치료를 권고하고 있다. 이 차이에 대해서는 증상이 발현하는 크기가 인종간에 차이가 있기 때문일 것 같다는 의견을 밝히고 있다.
- 두번 이상 조직검사/세포검사하여 양성임이 확실한 경우에 치료 대상에 해당한다. 암일 가능성이 있거나 암으로 변할 가능성이 있는 결절에 대해서는 치료대상으로 하지 않는 것을 원칙으로 한다. 이 원칙은 본 시술이 남용되는 것을 피하기 위한 매우 중요하다.
크기가 작아 증상이 없거나, 암인지 아닌지 확실치 않은 결절 (비정형, 여포성 종양등)에 대한 고주파절제술은 일반적으로 권고되지 않는다.

### 외과적 수술의 위험성이 큰 재발 갑상선암 환자
재발 갑상선암의 경우 고주파절제술로 치료할 수 있다.
2019년10월부터 건강보험의 적용이 시작되었다. 
초발 갑상선암은 본 시술의 권고 대상이 아니다. 그러나 치료 효과에 대한 가능성이 높아 세계 여러 기관에서 임상 시험 단계로 시행한 경우들이 있다. 최근 치료 성적이 좋다는 연구 결과들이 발표되고 있다.

## 증상이 있는 양성 갑상선 결절의 고주파 절제술 방법

### 1차 치료 방법
1. 초음파를 보면서 고주파를 발생시키는 전극을 갑상선 결절에 삽입한다.
2. 전극에서 고주파를 이용해 열을 발생시켜 종양 조직의 일부를 소작한다(=태우다, 익히다).
3. 전극의 위치를 이동한다.
4. 종양조직의 일부를 추가 소작한다.
5. 2 ~ 4 과정을 반복하여 종양을 소작한다.[8]
6. 그러나 대부분의 경우 종양의 100%를 소작하지는 않는다. 왜냐하면 소작열이 종양 외부로 전달되면 신경등 신체 주요 조직이 손상되어 합병증이 유발될 수 있기 때문이다[11]. 하지만 장기추적결가에서 덜 치료한 결절들이 다시 자라는 현상으로 보이는 것으로 알려져 있어서 최근에는 모두 다 치료하는 것을 권고하고 있다.

### 추가 치료 원칙
2017년 김등이 발표한 대한갑상선영상의학회 최근의 권고안에서는 크기가 큰 결절에 대하여 여러번 나눠 치료할 수 있다고 밝히고 있다. 이유는 위의 1차 치료 방법의 6.행에서 밝힌 것처럼 한번의 치료로 종양 조직을 100% 치료하지는 않기 때문이다. 따라서 종양 잔여물이 남아 있을 수 있으며, 남은 조직의 양이 많고 적음에 따라 추가 치료가 필요할 수 있다. 따라서 고주파절제술을 시작하기 전에 몇회 가량에 나눠 치료를 할 것인지, 최종적인 치료 목표와 치료 기간을 어떻게 할 것인지 충분한 설명과 권고, 동의가 꼭 있어야 한다.  